# Maltesholmsbadet

Maltesholmsbadet är Hässelbys största badplats. Badet ligger vid Lambarfjärden i Mälaren och är ett friluftsbad med sandstrand, bryggor och beachvolleybollplan samt stora gräsytor för solbad. I östra delen där det tidigare låg en grillplats ligger nu ett utegym. På sommaren finns även kiosk. Bilen kan man parkera i anslutning till badet och det är promenadavstånd till Stockholms tunnelbanas (Gröna linjen) västra ändhållplats Hässelby strand.
Tidvis har man haft problem med kanadagässens spillning. Stundom har sjövattnet varit otjänligt att bada i på grund av för höga bakteriehalter.[källa behövs]
Maltesholmsbadet gränsar till Grimstaskogen i norr och öster och har promenadvägar längs stranden i både öst- och västriktning. Österut leder strandpromenaden till Kanaanbadet och västerut till Hässelby strandbad. På vardera sidan om Maltesholmsbadet, men inte omedelbart bredvid, finns en småbåtshamn.

## Galleri

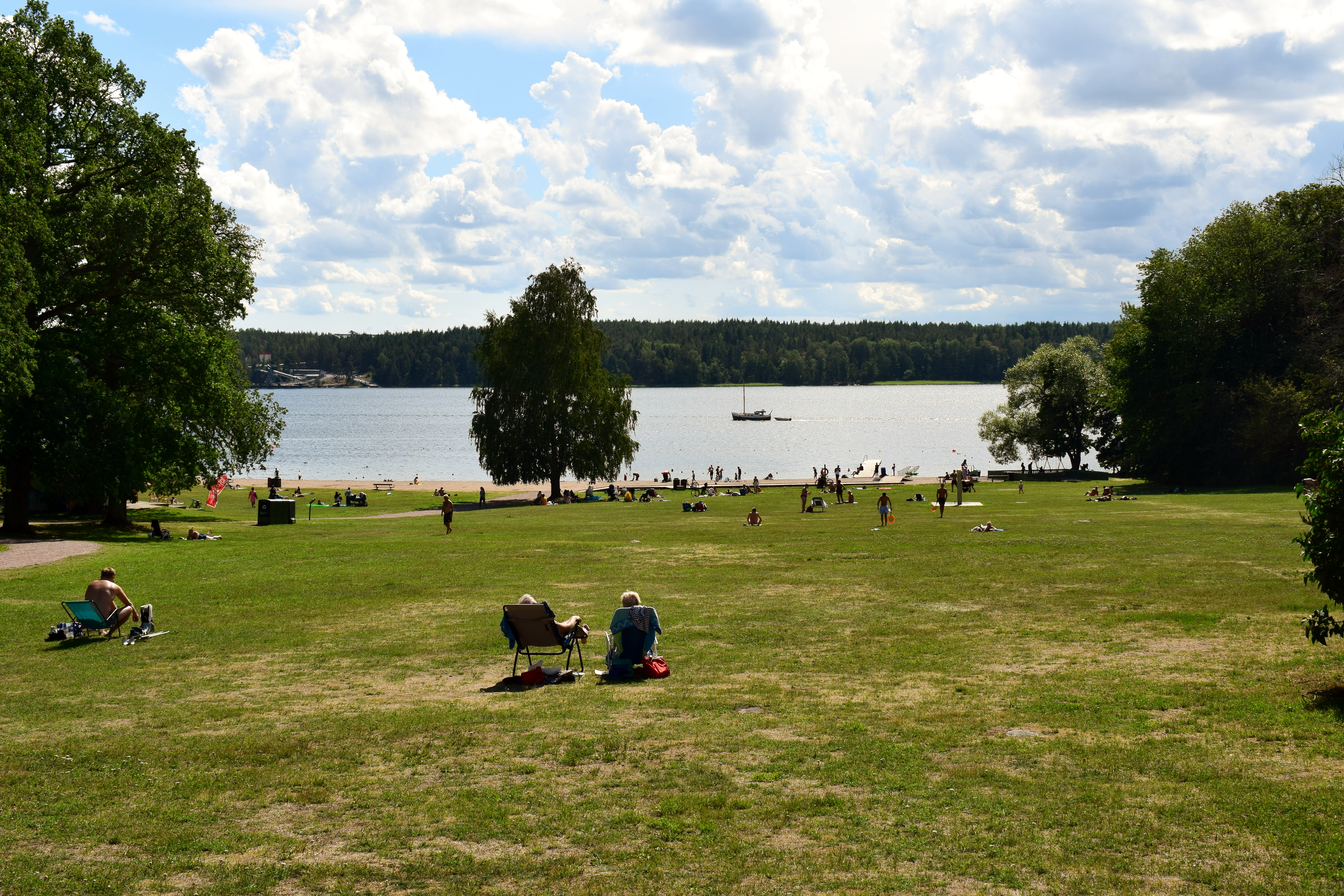
Maltesholmsbadet i augusti 2018.
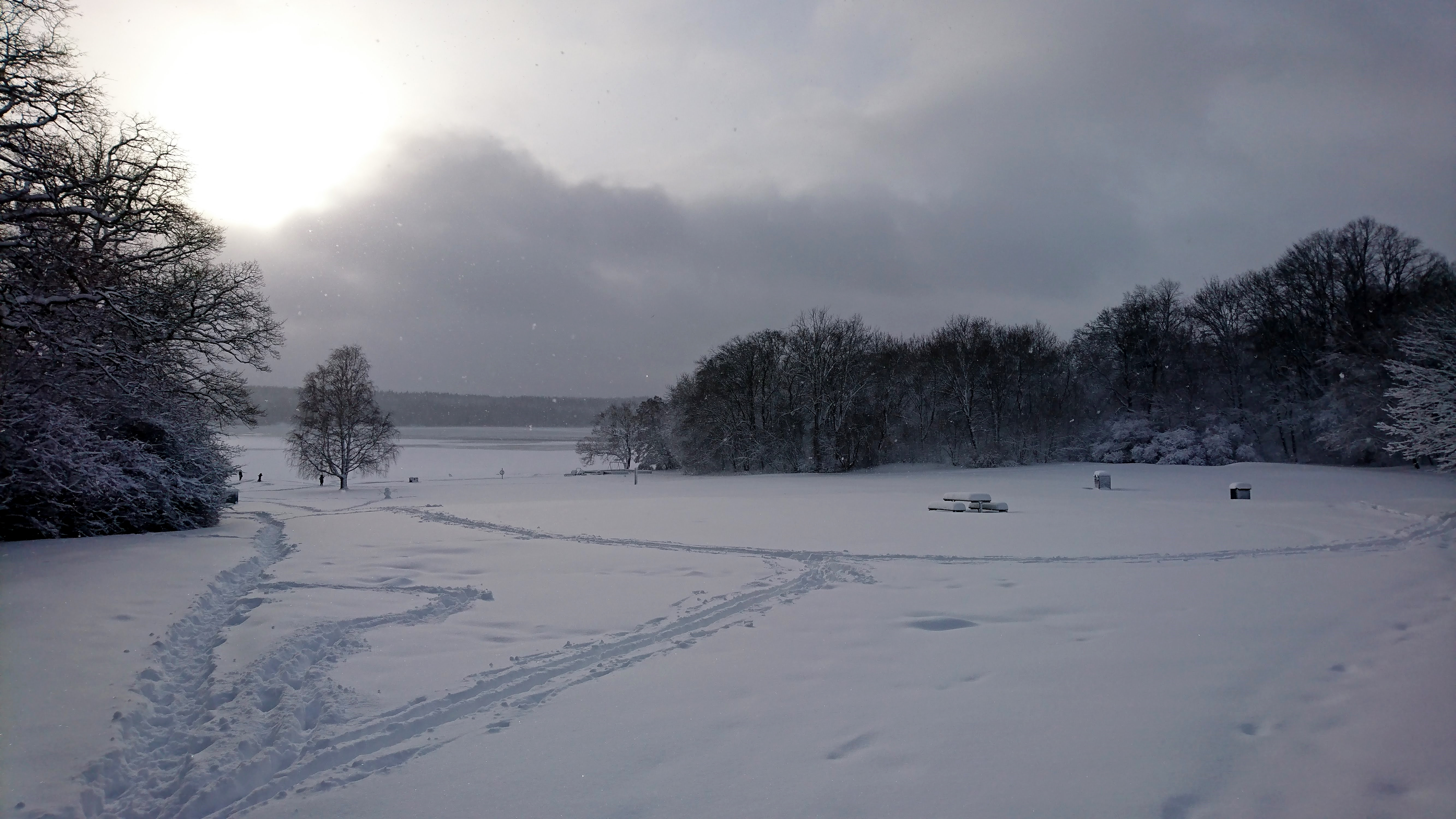
Maltesholmsbadet i februari 2019.
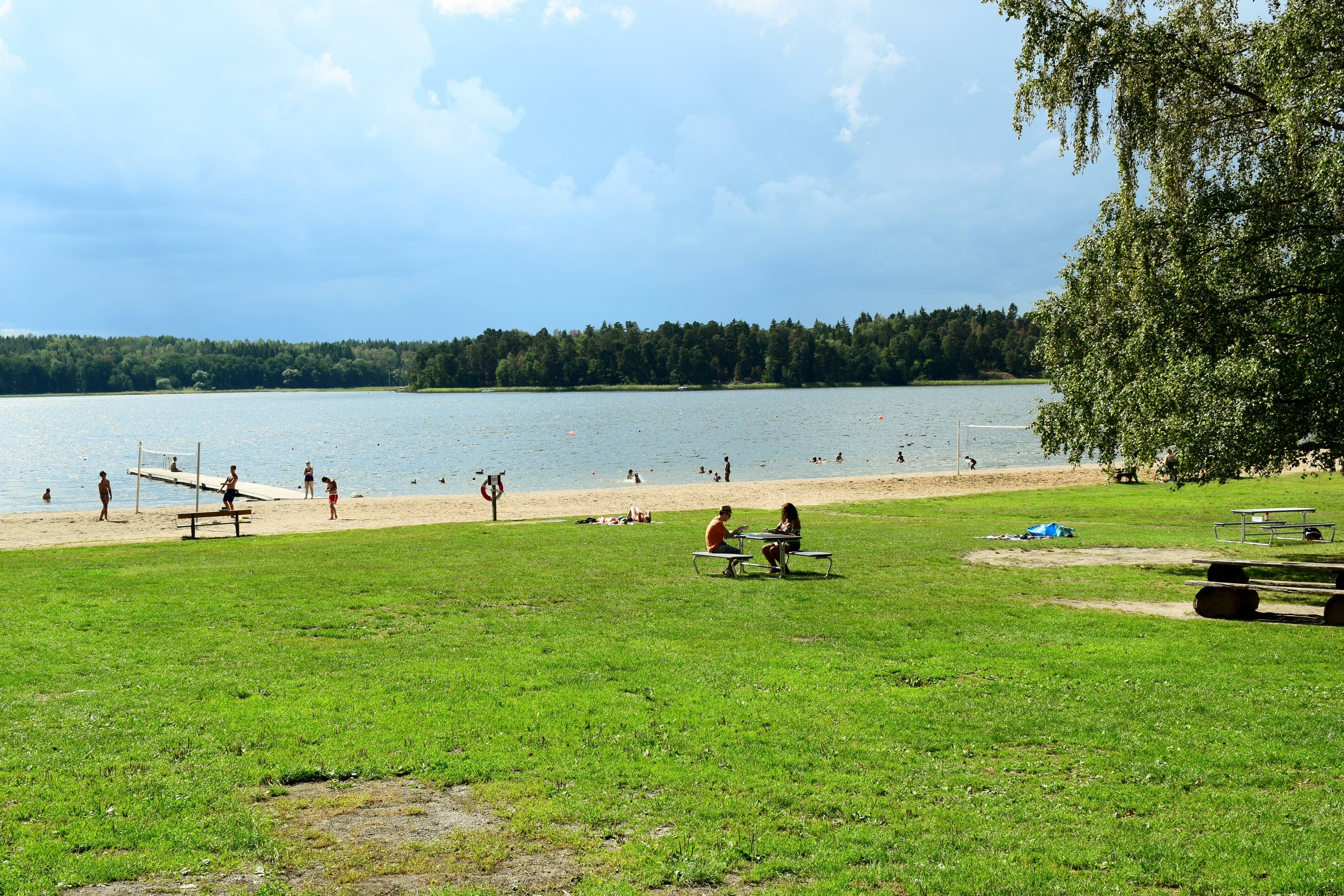
Maltesholmsbadet i augusti 2018.
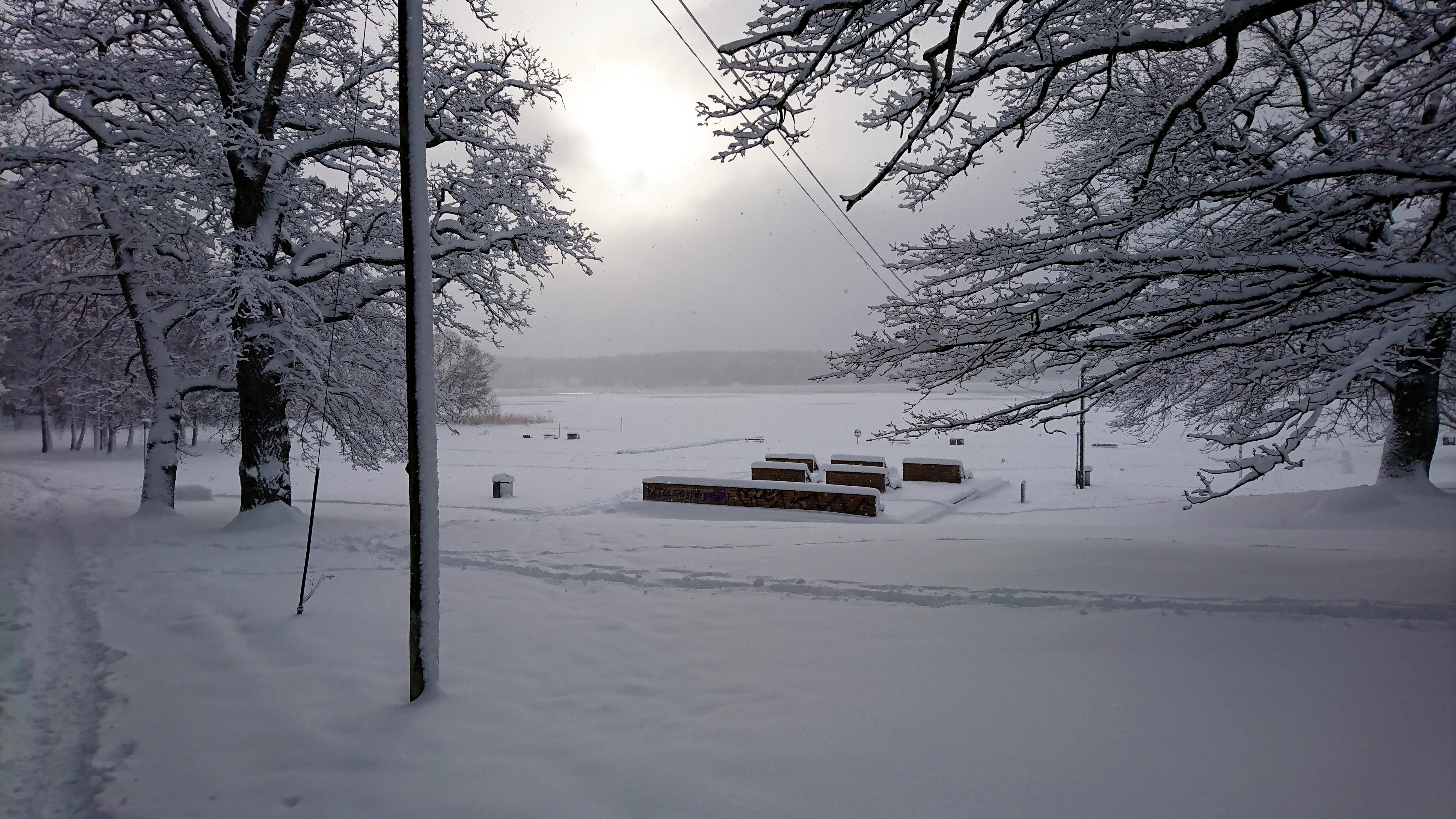
Maltesholmsbadet i februari 2019.